# Marcelle Thirache
Marcelle Thirache, née en 1946 à Ivry-sur-Seine, est une artiste et réalisatrice de cinéma expérimental française.

## Biographie
Marcelle Thirache est née en 1946 à Ivry-sur-Seine. Enfant, elle découvre le cinéma en assistant aux projections de cinéma en plein air. À partir de 1978, elle pratique la photographie. En 1984 elle suit un stage cinéma avec Katerina Thomadaki et Maria Klonaris et participe au colloque Miroirs/vêtements organisé par Astarti, à Paris. Elle commence son travail en cinéma expérimental à partir de 1982, et développe sa technique particulière de peinture sur pellicule dès 1984. Dès sa création en 1983, elle participe avec Yann Beauvais et Miles McKane à Scratch Projection, structure qui promeut au sein des institutions et diffuse les films du cinéma expérimental. Elle est membre de Light Cone depuis 1986.
Elle participe, en 1991, avec d'autres artistes cinéastes dont Martine Rousset, Vivian Ostrovsky, Frederique Devaux, Jennifer Lou Burford; au projet Dissolution : Six solutions afin de partager leurs analyses sur leurs créations cinématographiques.
Dès 1994, elle développe une technique particulière en peignant directement à la main sur de la pellicule Super-8,.
De 1991 à 1998, elle produit une série de films inspirés de l'univers végétal, d'éléments naturels tel que Sycomore en 2000, Tamaris en 1999, Fenice en 2003. Elle réalise Palme d'or à partir du graphisme des palmiers de la cote d'azur. Elle s'inspire  , pour Arena et Jeux d'été. À partir de l'environnement naturel de son lieu de vie, les bords de Marne, elle réalise Impressions, Notes d'hiver et Étude pour arbre seul.
En 1999, elle réalise entièrement à la main dans des conditions artisanales le film Abstraction n°1. Elle peint image par image. Pour Marcelle Thirache, la pellicule ne sert pas la peinture. Son film est une suite d'éclats colorés créant une dynamique et un rythme qui n'ont pas besoin de bande sonore. 1999, est également l'année où Marcelle Thirache se met à la peinture.
En 1999, elle tourne  Songshu (pour un pin), qui est acquis par le Centre National d'Art Contemporain Georges Pompidou et fait partie de la collection pérenne.
Son travail s'inscrit dans le cinéma indépendant. Ses œuvres sont répertoriées dans le Dictionnaire du Cinéma Français comme appartenant au genre du cinéma expérimental.

## Filmographie
Marcelle Thirache fait partie des 900 artistes femmes dont les œuvres sont présentée dans l'exposition elles@centrepompidou au Centre national d'art et de culture Beaubourg (2009-2011).
Son travail cinématographique est diffusé par Ligth Cone :
- 2011 : Big ben, Super 8, couleurs, silencieux, simple écran, 4 min
- 2011 : Re la belle, MiniDV, sonore, simple écran, 8 min
- 2010-2011 : Voyages (1) 2010-2011, MiniDV, couleur, sonore, simple écran, 8 min
- 2010 : La forêt fugitive, MiniDV, couleur, silencieux, simple écran, 7 min
- 2010 : Fugue pour bande magnétique (2), MiniDV, couleur, sonore, simple écran, 3 min 30 s
- 2010 : Gigue sur les rives, MiniDV, couleur, silencieux, simple écran, 2 min 30 s
- 2010 : Morgane river, MiniDV, couleur, sonore, simple écran, 2 min 10 s
- 2007 : 14 juillet, MiniDV, couleur, sonore, simple écran, 3 min
- 2004 : Notre Dame de Boschaud, Super 8, couleur, sonore, simple écran, 28 min 15 s
- 2003 : Fenice, Super 8, couleur, sonore, simple écran, 3 min
- 2002 : Calypso, Super 8, couleur, silencieux, simple écran, 10 min
- 2001 : L'arbre bleu, Super 8, couleur, silencieux, simple écran, 2 min
- 2001 : Big band, Super 8, couleur, silencieux, simple écran, 3 min
- 2000 : Disque 651, Super 8, couleur, sonore, simple écran, 6 min
- 2000 : Sycomore, Super 8, couleur, silencieux, simple écran, 3 min
- 1999 : Étude pour arbre seul, Super 8, couleur, silencieux, simple écran, 6 min
- 1999 : Médiation, 16 mm, couleur, silencieux, simple écran, 3 min
- 1999 : Synchronie, 16 mm, couleur, silencieux, simple écran, 3 min
- 1999 : Tamaris, 16 mm, couleur, silencieux, simple écran, 3 min
- 1998 : Notes d'hiver opus 1, couleur, silencieux, simple écran, 3 min
- 1998 : Notes d'hiver opus 2, couleur, silencieux, simple écran, 3 min
- 1997 : Encre 08,02,97, couleur, silencieux, simple écran, 4 min
- 1997 : Irrésolutions résolues, couleur, silencieux, simple écran, 3 min
- 1997 : Pigmentation secrète, couleur-noir et blanc, silencieux, simple écran, 7 min
- 1996 : Encre 25,12,96, couleur, silencieux, simple écran, 4 min
- 1996 : Songshu, couleur, silencieux, simple écran, 4 min
- 1995 : Aréna, couleur, silencieux, simple écran, 4 min
- 1995 : Cypris, noir et blanc teinté, silencieux, simple écran, 3 min
- 1995 : Impressions, couleur, silencieux, simple écran, 6 min
- 1995 : Sans titre, couleur, silencieux, simple écran, 6 min
- 1995 : L'ange du carroussel, noir et blanc, sonore, simple écran, 12 min
- 1994 : Abstraction 1, couleur, silencieux, simple écran, 3 min
- 1994 : Abstraction 2, couleur, silencieux, simple écran, 3 min
- 1993 : Palme d'or, couleur, silencieux, simple écran, 4 min
- 1992 : Sappho - Poèmes et fragments, couleur, silencieux, simple écran, 15 min
- 1992 : Trois fantaisies classiques, noir et blanc, silencieux, simple écran, 24 min
- 1992 : Vulva, couleur, silencieux, simple écran, 5 min
- 1991 : Autour d'une exposition, couleur, silencieux, simple écran, 4 min
- 1991 : Costas de lavos, couleur, silencieux, simple écran, 4 min
- 1991 : Lande, couleur, silencieux, simple écran, 6 min
- 1991 : Le ponton, couleur, silencieux, simple écran, 3 min
- 1990 : Chorégraphie, couleur, silencieux, simple écran, 12 min
- 1990 : Éclats, coul-noir et blanc, silencieux, simple écran, 14 min
- 1990 : Hambourg, couleur, silencieux, simple écran, 11 min
- 1990 : L'île d’emain, couleur, silencieux, simple écran, 6 min'
- 1990 : Juliette, couleur, silencieux, simple écran, 5 min
- 1990 : S......Elle, couleur, silencieux, simple écran, 4 min
- 1989 : Air qui erre, couleur, silencieux, simple écran, 7 min
- 1988 : Monodie parsemée , Super 8, couleur, silencieux, simple écran, 10 min
- 1988 : Narcisse et lilas, couleur, silencieux, simple écran, 7 min
- 1986 : À la recherche des amazones, couleur, silencieux, simple écran, 6 min
- 1986 : Clair de pluie, couleur, silencieux, simple écran, 3 min
- 1986 : Monet ils monet, couleur, silencieux, simple écran, 4 min
- 1986 : Mouvance exquise ou voyage intérieur, Super 8, couleur, silencieux, 6 min
- 1998 : Jeux d’été, couleur, silencieux, simple écran, 3 min